# Смоларский водопад
Смоларский водопад (макед. Смоларски Водопад) — водопад, расположенный на территории Северной Македонии на северном склоне горы Беласица по течению реки Ломница на высоте 600 м над уровнем моря у села Смолари.

## Описание
Водопад находится на тектонически нестабильной структуре, находящейся поперёк направления течения реки Ломница. Внизу водопада сформирован огромный горшок, чья длина в направлении течения реки составляет 5 м, ширина 11 м, глубина — от 0,5 до 0,7 м. Собственная высота водопада составляет от 39,5 до 40 м. Смоларский водопад является самым высоким постоянным водопадом в Северной Македонии, а также самым высоким на горе Беласица.
С 2003 года к водопаду ведёт узкая извилистая дорога длиной 580 м, по которой могут туда добраться туристы. Ориентиром на пути к водопаду служит деревенский рынок, открытый в январе 2007 года: рынок, где продаются фрукты, овощи и мёд местного производства, является источником дохода для деревни. Дорога включает 300 каменных ступеней, проходит через буковый лес и заканчивается у моста над Белвой-Дерой.

## Галерея

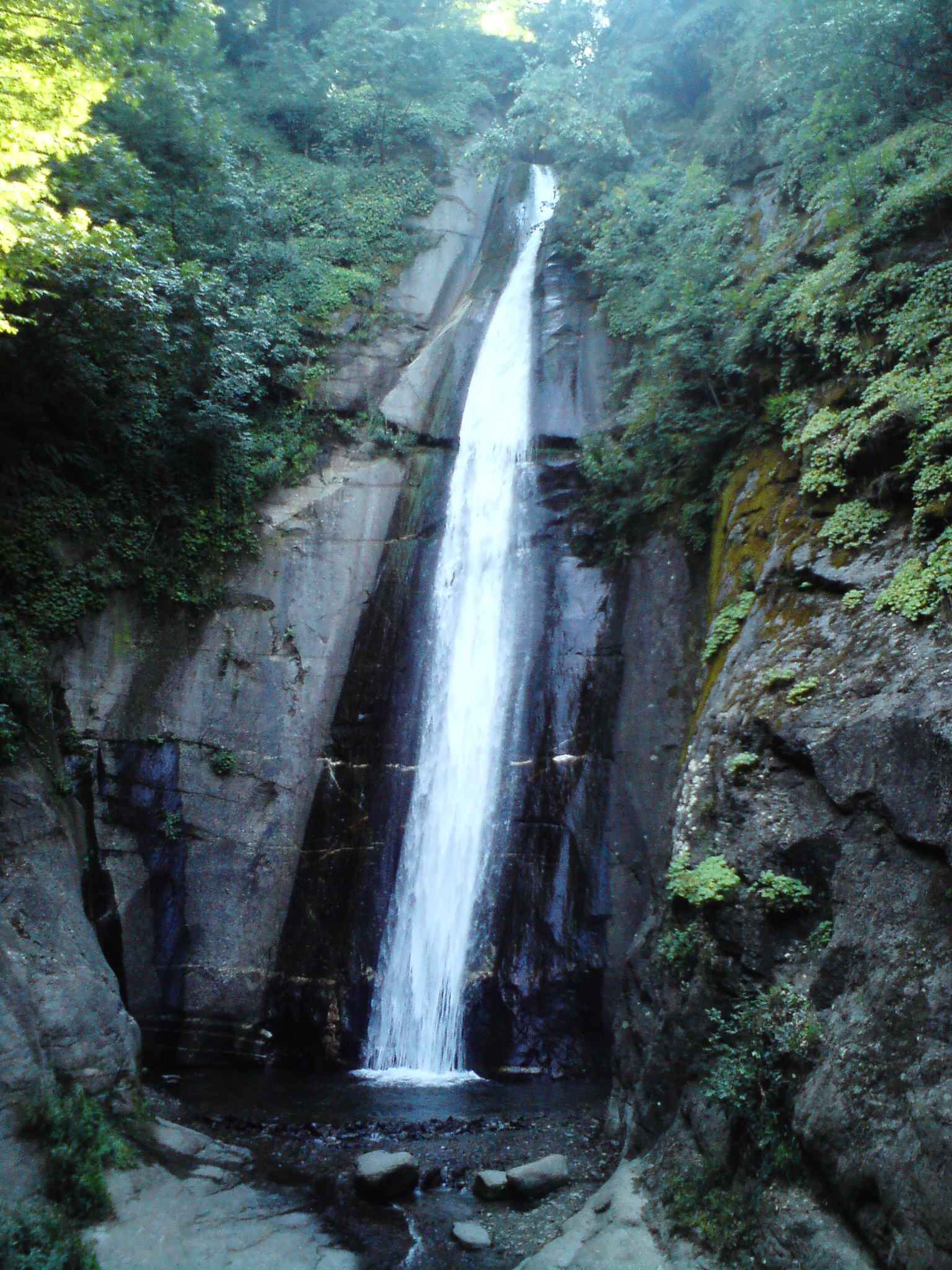
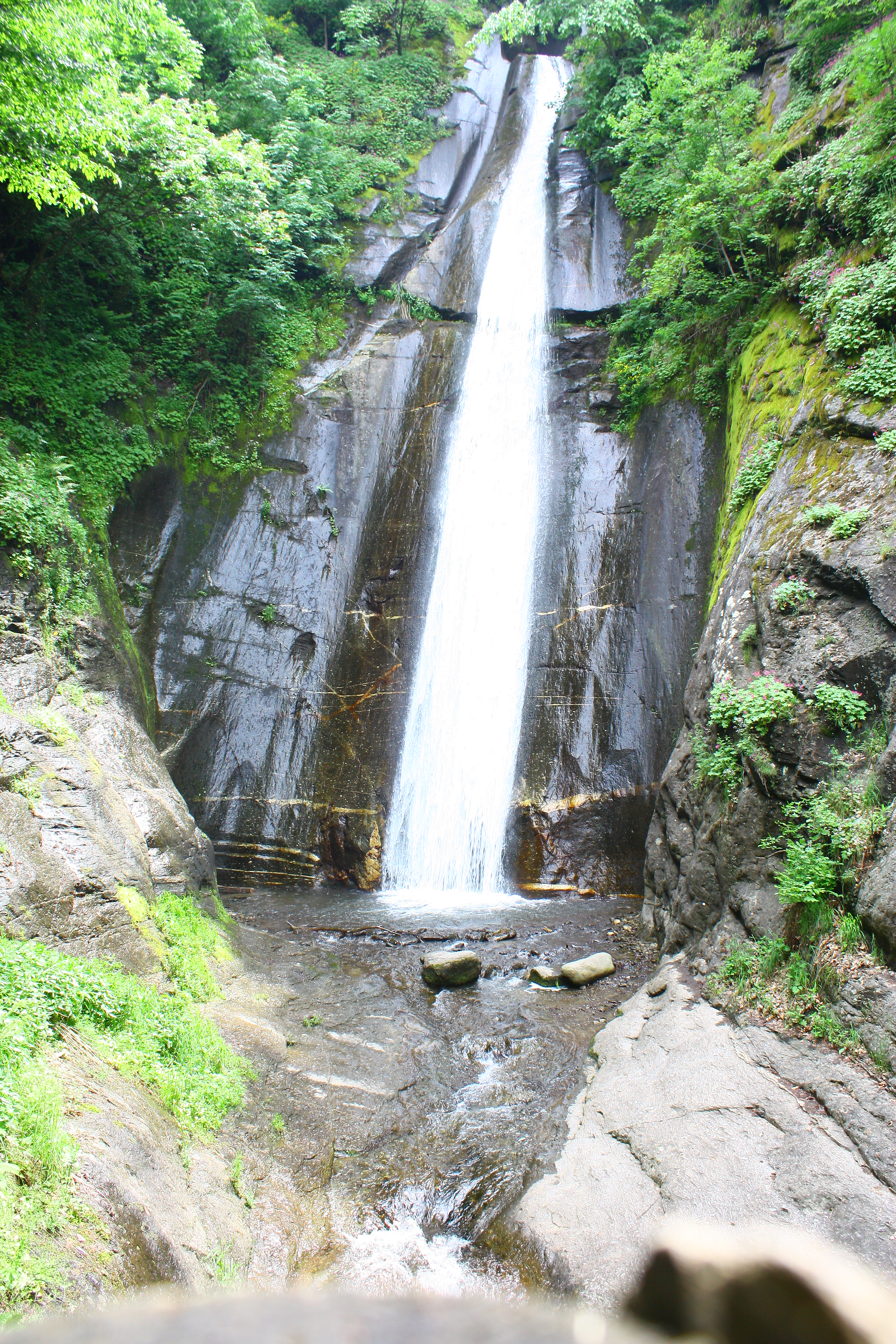
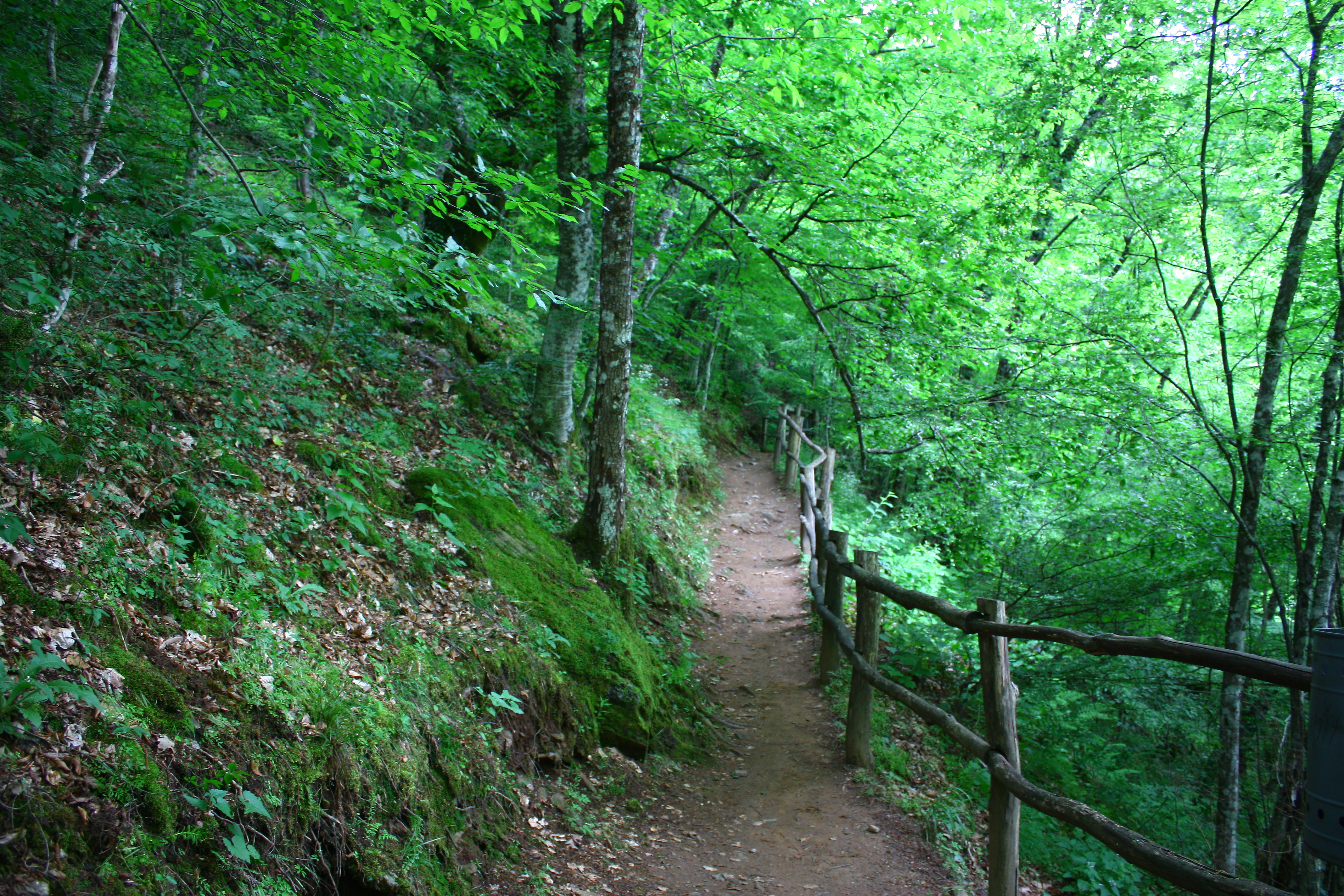
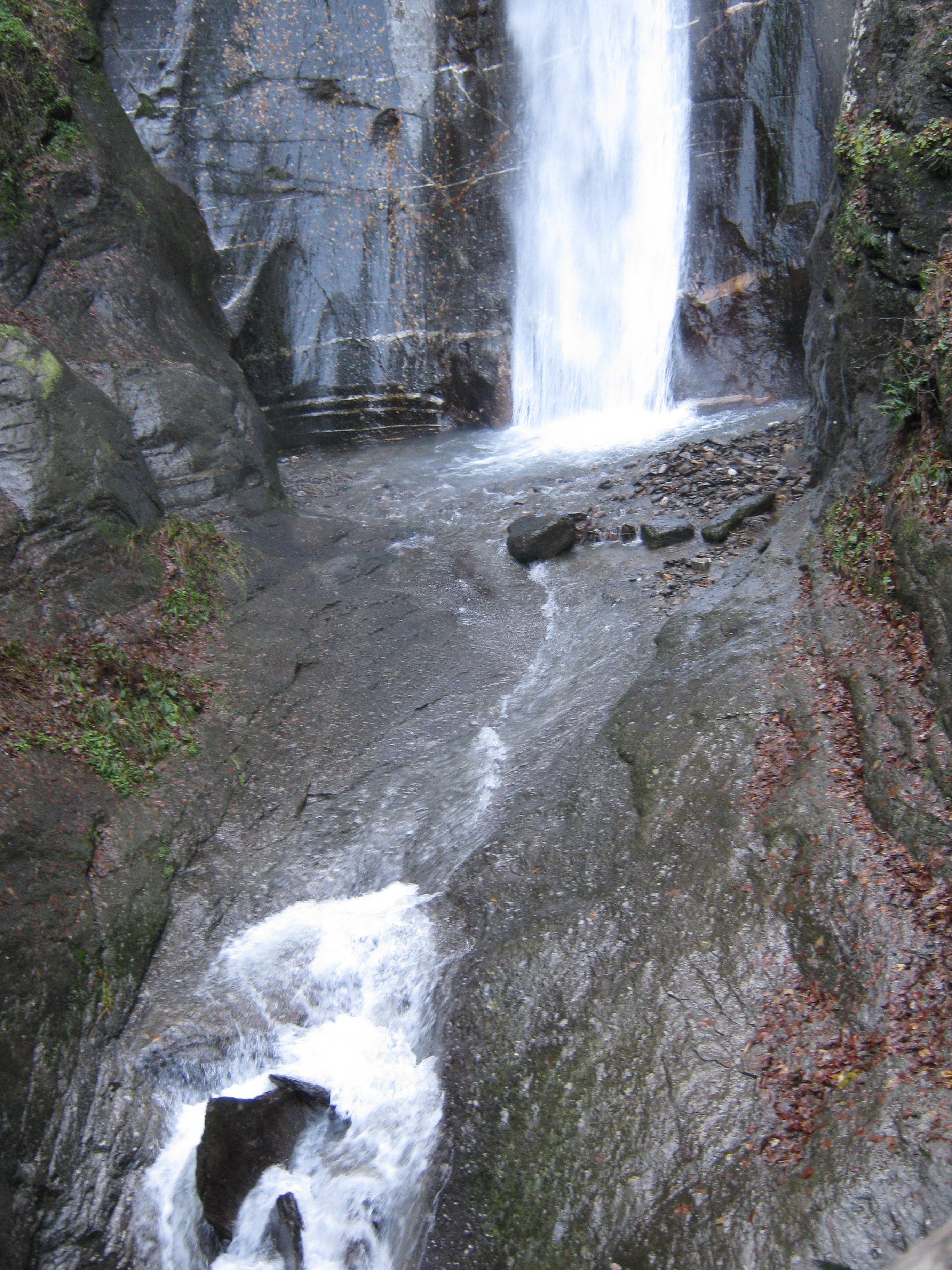
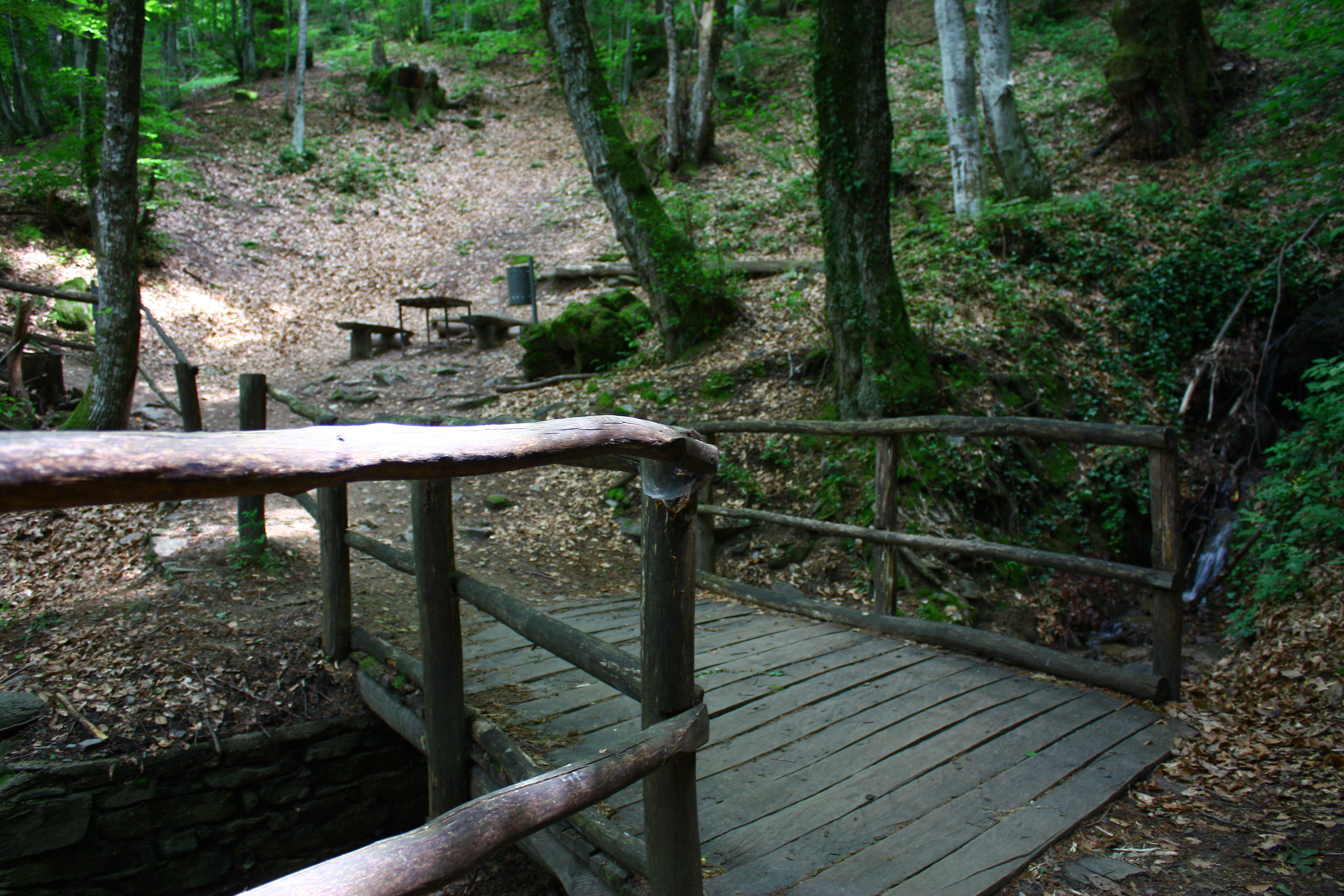